# J.R. Koch
Jason Robert "J.R." Koch (Peoria, Illinois; 10 de septiembre de 1976) es un exbaloncestista estadounidense que disputó seis temporadas como profesional, casi todas ellas en Europa. Con 2,06 metros de estatura, jugaba en la posición de pívot. 

## Trayectoria deportiva

### Universidad
Jugó cuatro temporadas con los Iowa de la Universidad de Iowa, en la que promedió 7,1 puntos y 3,6 rebotes por partido.

### Profesional
Fue elegido en la cuadragésimo sexta posición del Draft de la NBA de 1999 por los New York Knicks, equipo con el que firmó contrato el 4 de octubre, pero que fue despedido tres semanas después, sin haber comenzado la competición.
Comenzó su andadura profesional en Bélgica, de donde pasó al año siguiente a la LNB Pro B francesa, en las filas del FC Mulhouse Basket, donde promedió en una temporada 15,8 puntos y 7,2 rebotes por partido. Siguió jugando en Francia, primero en el Limoges CSP de la Pro A y posteriormente en el Saint-Quentin Basket-Ball. En 2002 fichó por el Galatasaray turco, y acabó su carrera en el Montecatini Terme italiano en la temporada 2004-2005, promediando 12,4 puntos y 4,8 rebotes por encuentro. el 1 de noviembre de 2005 anunció su retirada del baloncesto profesional.